# Egipteni
Egiptenii (arabă egipteană: مَصريين, IPA: mɑsˤɾɪjˈjiːn, arabă: مِصريّون, DIN: Miṣriyyūn) sunt un grup etnic și cetățeni ai Egiptului care au o cultură comună și vorbesc o variantă de limbă arabă.
Identitatea egipteană este strâns legată de geografie⁠(en)[traduceți]. Populația Egiptului este concentrată în valea Nilului de jos, o fâșie îngustă de teren cultivabil, care se întinde de la Prima Cataractă⁠(en)[traduceți] la Marea Mediterană, îngrădită de deșert pe ambele părți, la est⁠(en)[traduceți] și vest⁠(en)[traduceți]. Pe cea mai mare parte a lungimii fluviului, cu excepția zonei de vărsare - Delta Nilului (parte a Egiptului de Jos), valea Nilului se află într-o depresiune geografică, numită și Defileul Nilului. Această geografie unică a fost baza societății egiptene din antichitate. Egiptenii sunt unul dintre cele mai mari grupuri etnice din lume dacă sunt considerați ca atare.
Limba de zi-cu-zi vorbită de egipteni este o varietate locală de arabă, numită și egipteană (araba egipteană) sau Masri. În plus, o minoritate importantă a egiptenilor din Egiptul de Sus vorbesc araba sa'idi⁠(en)[traduceți]. Egiptenii sunt majoritari musulmani suniți cu o minoritate importantă de șiiți și o altă proporție mai mică de adepți ai cultelor sufite, în special școala Tariqa⁠(en)[traduceți]. O minoritate importantă de egipteni sunt creștini de rit coptic și cei mai mulți dintre aceștia aparțin de Biserica ortodoxă coptă, care folosește ca limbă liturgică copta, o formă modernă a limbii autohtone egiptene vorbită în Egipt cel puțin din secolul XVII.
Egiptenii credeau ca sufletul Supraviețuiește morții trupului. Pentru a asigura nemurirea,credeau ca trebuie conservat corpul, dezvoltând astfel un cult al morților. Procesul de mumificare ocupa un loc central în cadrul cultului morților.
În Egiptul Antic, Faraonul era adorat ca un zeu. Pentru Faraon se construiau morminte uriașe numite piramide. Piramidele erau construite din blocuri mari de piatră. Cele mai importante piramide din Valea Regilor sunt cele ale faraonilor : Keops, Kefren și Mykerinos.
Egiptenii sunt situați in N-V Africii, de-a lungul Nilului. Ei depind de revărsările Nilului pentru agricultură. Societatea era divizata în clase sociale, un rol fundamental îl aveau preoții. Regatul Egiptului a fost întemeiat de Namer sau Memes, în jurul anului 3100 î.Hr.